# UCI Àsia Tour 2006-2007
L'UCI Àsia Tour 2006-2007 fou la tercera edició de l'UCI Àsia Tour, un dels cinc circuits continentals de ciclisme de la Unió Ciclista Internacional. Estava formada per 23 proves, organitzades entre el 22 d'octubre de 2006 i el 17 de setembre de 2007 a Àsia. L'edició va ser guanyada per l'iraní Hossein Askari, vencedor del Tour de l'Azerbaidjan. L'equip Giant Asia Racing Team s'imposà en la classificació per equips per tercer any consecutiu.

## Evolució del calendari

### Octubre 2006
| Data | Cursa     | País | Cat. | Vencedor       | Equip                |
| ---- | --------- | ---- | ---- | -------------- | -------------------- |
| 22   | Japan Cup | Japó | 1.1  | Riccardo Riccò | Saunier Duval-Prodir |

### Novembre 2006
| Data  | Cursa          | País            | Cat. | Vencedor          | Equip                  |
| ----- | -------------- | --------------- | ---- | ----------------- | ---------------------- |
| 12    | Tour d'Okinawa | Japó            | 1.2  | Takashi Miyazawa  | Cycle Racing Vang      |
| 12-17 | Tour de Hainan | R.P. de la Xina | 2.2  | Sergey Kolesnikov | Omnibike Dynamo Moscou |

### Desembre 2006
| Data  | Cursa                               | País      | Cat. | Vencedor             | Equip                  |
| ----- | ----------------------------------- | --------- | ---- | -------------------- | ---------------------- |
| 25-30 | Volta del mar de la Xina Meridional | Hong Kong | 2.2  | Alexander Khatuntsev | Omnibike Dynamo Moscou |

### Gener
| Data  | Cursa            | País      | Cat. | Vencedor           | Equip                  |
| ----- | ---------------- | --------- | ---- | ------------------ | ---------------------- |
| 6-12  | Jelajah Malaysia | Malàisia  | 2.2  | Tonton Susanto     | LeTua                  |
| 20-25 | Tour de Siam     | Tailàndia | 2.2  | Jai Crawford       | Giant Asia Racing Team |
| 28-2  | Tour de Qatar    | Qatar     | 2.1  | Wilfried Cretskens | Quick Step-Innergetic  |

### Febrer
| Data | Cursa            | País     | Cat. | Vencedor         | Equip           |
| ---- | ---------------- | -------- | ---- | ---------------- | --------------- |
| 2-11 | Tour de Langkawi | Malàisia | 2.HC | Anthony Charteau | Crédit Agricole |

### Març
| Data  | Cursa          | País   | Cat. | Vencedor        | Equip             |
| ----- | -------------- | ------ | ---- | --------------- | ----------------- |
| 4-8   | Taftan Tour    | Iran   | 2.2  | Hossein Nateghi | MES Kerman        |
| 18-24 | Tour de Taiwan | Taiwan | 2.2  | Shawn Milne     | Health Net-Maxxis |

### Abril
| Data  | Cursa       | País | Cat. | Vencedor      | Equip              |
| ----- | ----------- | ---- | ---- | ------------- | ------------------ |
| 21-27 | Kerman Tour | Iran | 2.2  | Pavel Nevdakh | Brisasport Turkiye |

### Maig
| Data    | Cursa                 | País | Cat. | Vencedor              | Equip                        |
| ------- | --------------------- | ---- | ---- | --------------------- | ---------------------------- |
| 20.-27. | Volta al Japó         | Japó | 2.2  | Francesco Masciarelli | Acqua & Sapone-Caffè Mokambo |
| 22.-29. | Tour de l'Azerbaidjan | Iran | 2.2  | Hossein Askari        | Giant Asia Racing Team       |

### Juliol
| Data    | Cursa                 | País            | Cat. | Vencedor           | Equip                        |
| ------- | --------------------- | --------------- | ---- | ------------------ | ---------------------------- |
| 4.-8.   | Tour de Java oriental | Indonèsia       | 2.2  | Björn Glasner      | Regiostrom-Senges            |
| 14.-22. | Volta al llac Qinghai | R.P. de la Xina | 2.HC | Gabriele Missaglia | Serramenti PVC Diquigiovanni |
| 29.-4.  | Tour de Hong Kong     | Hong Kong       | 2.2  | James Meadley      | Jelly Belly                  |

### Agost
| Data   | Cursa                       | País     | Cat. | Vencedor             | Equip                  |
| ------ | --------------------------- | -------- | ---- | -------------------- | ---------------------- |
| 4.-5.  | Melaka Chief Minister's Cup | Malàisia | 2.2  | Mohd Rauf Nur Misbah | Malàisia               |
| 8.-14. | Milad De Nour Tour          | Iran     | 2.2  | Ghader Mizbani       | Giant Asia Racing Team |
| 18.19  | Test Pequín 2008            | Xile     | 2.2  | Cadel Evans          | Austràlia              |

### Setembre
| Data    | Cursa                               | País          | Cat. | Vencedor         | Equip        |
| ------- | ----------------------------------- | ------------- | ---- | ---------------- | ------------ |
| 1.-9.   | Tour de Corea                       | Corea del Sud | 2.2  | Sung Baek Park   | Seül         |
| 8.      | Campionats d'Àsia en contrarellotge | Tailàndia     | CC   | Eugen Wacker     | Kirghizistan |
| 10.     | Campionats d'Àsia en ruta           | Tailàndia     | CC   | Takashi Miyazawa | Japó         |
| 13.-17. | Volta a Hokkaidō                    | Japó          | 2.2  | Henri Werner     | Sachsen      |

## Classificacions
En aquesta tercera edició de l'UCI Àsia Tour es van establir quatre classificacions diferents: individual, per equips, per països i per països sub-23.
| Pos. | Ciclista                  | Equip                      | Punts |
| ---- | ------------------------- | -------------------------- | ----- |
| 1.   | Hossein Askari (IRI)      | Giant Asia Racing Team     | 313   |
| 2.   | Ghader Mizbani (IRI)      | Giant Asia Racing Team     | 300   |
| 3.   | Takashi Miyazawa (JPN)    | Nippo Corporation-Meitan   | 233   |
| 4.   | Park Sung-Baek (KOR)      | -                          | 202   |
| 5.   | Mehdi Sohrabi (IRI)       | Islamic Azad University    | 163   |
| 6.   | Gabrielle Missaglia (ITA) | Diquigiovanni-Selle Italia | 152   |
| 7.   | Yukiya Arashiro (JPN)     | Nippo Corporation-Meitan   | 146   |
| 8.   | Ahad Kazemi (IRI)         | Giant Asia Racing Team     | 144   |
| 9.   | Jai Crawford (AUS)        | Giant Asia Racing Team     | 129   |
| 10.  | Alberto Loddo (ITA)       | Diquigiovanni-Selle Italia | 126   |

| Pos. | Equip                                | Punts           |     |
| ---- | ------------------------------------ | --------------- | --- |
| 1.   | Giant Asia Racing Team               | Xina Taipei     | 908 |
| 2.   | Nippo Corporation-Meitan             | Japó            | 585 |
| 3.   | Diquigiovanni-Selle Italia           | Veneçuela       | 463 |
| 4.   | Hong Kong Pro Cycling                | Hong Kong       | 419 |
| 5.   | Islamic Azad University Cycling Team | Iran            | 326 |
| 6.   | Skil-Shimano                         | Països Baixos   | 237 |
| 7.   | Aisan Racing Team                    | Japó            | 183 |
| 8.   | Discovery Channel-Marco Polo         | R.P. de la Xina | 151 |
| 9.   | Relax-GAM                            | Espanya         | 124 |
| 10.  | Drapac-Porsche Development Program   | Austràlia       | 119 |

| Pos. | País                | Punts |
| ---- | ------------------- | ----- |
| 1.   | Iran                | 1.337 |
| 2.   | Japó                | 1.103 |
| 3.   | Kazakhstan          | 448   |
| 4.   | Hong Kong           | 445   |
| 5.   | Uzbekistan          | 428   |
| 6.   | Corea del Sud       | 373   |
| 7.   | Malàisia            | 204   |
| 8.   | Kirguizstan         | 202   |
| 9.   | Emirats Àrabs Units | 125   |
| 10.  | Mongòlia            | 115   |

| Pos. | País          | Punts |
| ---- | ------------- | ----- |
| 1.   | Corea del Sud | 336   |
| 2.   | Iran          | 238   |
| 3.   | Malàisia      | 184   |
| 4.   | Japó          | 144   |
| 5.   | Hong Kong     | 122   |
| 6.   | Kazakhstan    | 114   |
| 7.   | Uzbekistan    | 83    |
| 8.   | Mongòlia      | 59    |
| 9.   | Indonèsia     | 46    |
| 9.   | Síria         | 46    |